# Georges Marchal
Georges Louis Marchal (Nancy, 10 gennaio 1920 – Maurens, 28 novembre 1997) è stato un attore francese.

## Biografia

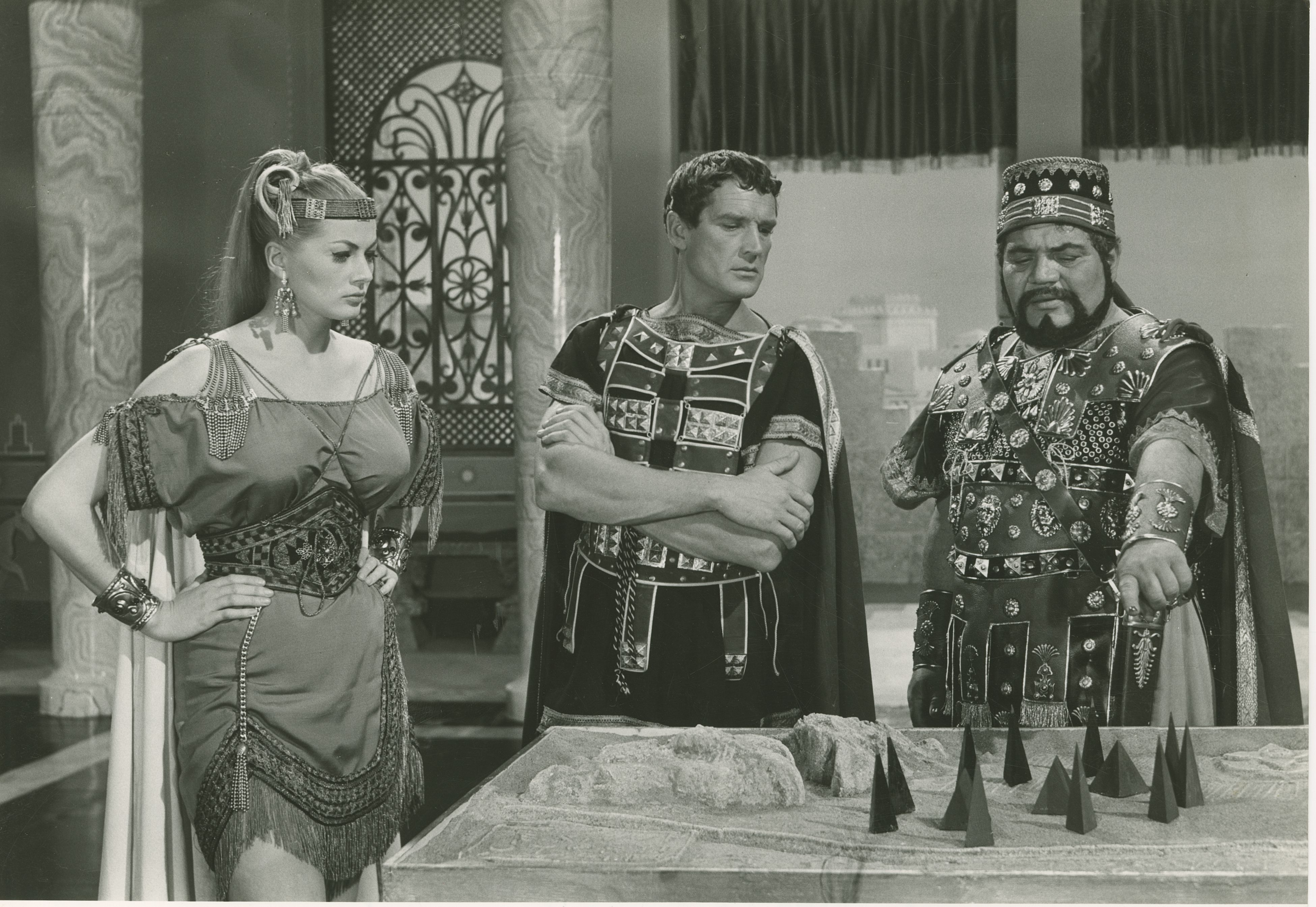
Georges Marchal (al centro) con Anita Ekberg e Folco Lulli in una scena del film Nel segno di Roma del 1959 diretto da Guido Brignone e Michelangelo Antonioni.

Durante la seconda guerra mondiale fece parte di un'unità paracadutistica dell'armata francese.
Fin dall'inizio della carriera cinematografica, si pose come rivale di Jean Marais, senza però raggiungere lo stesso livello di riconoscimento e notorietà. Nel 1959 partecipò al film italiano Costa Azzurra, con Alberto Sordi.
Nel 1951 sposò l'attrice Dany Robin, con la quale girò sei film. Divorzieranno nel 1969. Si sposò in seconde nozze con Michele Heyberger nel 1983.
Morì a Maurens, in Dordogna, il 28 novembre 1997.

## Filmografia

### Cinema
- Primo appuntamento (Premier rendez-vous), regia di Henri Decoin (1941)
- Tragica gloria (Le lit à colonnes), regia di Roland Tual (1942)
- L'Homme qui joue avec le feu, regia di Jean de Limur (1942)
- Lumière d'été, regia di Jean Grémillon (1943)
- Il forzato di Rochefort (Vautrin), regia di Pierre Billon (1943)
- Pamela (Paméla), regia di Pierre de Hérain (1945)
- Échec au roy, regia di Jean-Paul Paulin (1945)
- Blondine, regia di Henri Mahé (1945)
- Fausse alerte, regia di Jacques de Baroncelli (1945)
- Les Démons de l'aube, regia di Yves Allégret (1946)
- La septième porte, regia di André Zwoboda (1947)
- La vipera del deserto (Torrents), regia di Serge de Poligny (1947)
- Il segno di Allah (Bethsabée), regia di Léonide Moguy (1947)
- La figure de proue, regia di Christian Stengel (1948)
- Dernier amour, regia di Jean Stelli (1949)
- Au grand balcon, regia di Henri Decoin (1949)
- La passeggera (La passagère), regia di Jacques Daroy (1949)
- La ladra di Parigi (La voyageuse inattendue), regia di Jean Stelli (1950)
- Gli ultimi giorni di Pompei, regia di Marcel L'Herbier e Paolo Moffa (1950)
- La sete degli uomini (La soif des hommes), regia di Serge de Poligny (1950)
- Il più bel peccato del mondo (Le plus joli péché du monde), regia di Gilles Grangier (1951)
- Gibier de potence, regia di Roger Richebé (1951)
- I sette nani alla riscossa, regia di Paolo William Tamburella (1951)
- Messalina, regia di Carmine Gallone (1951)
- Jupiter, regia di Gilles Grangier (1952)
- Gli amori finiscono all'alba (Les amours finissent à l'aube), regia di Henri Calef (1953)
- Fate largo ai moschettieri! (Les 3 Mousquetaires), regia di André Hunebelle (1953)
- Versailles (Si Versailles m'était conté), regia di Sacha Guitry (1954)
- Teodora, regia di Riccardo Freda (1954)
- La contessa di Castiglione, regia di Georges Combret (1954)
- Il visconte di Bragelonne (Le vicomte de Bragelonne), regia di Fernando Cerchio (1954)
- La soupe à la grimace, regia di Jean Sacha (1954)
- Dix-huit heures d'escale, regia di René Jolivet (1955)
- Cherchez la femme, regia di Raoul André (1955)
- Un'avventura di Gil Blas (Una aventura de Gil Blas), regia di René Jolivet e Ricardo Muñoz Suay (1956)
- Amanti di domani (Cela s'appelle l'aurore), regia di Luis Buñuel (1956)
- La selva dei dannati (La mort en ce jardin), regia di Luis Buñuel (1956)
- Mercanti di donne (Marchands de filles), regia di Maurice Cloche (1957)
- La legge del vizio (Filles de nuit), regia di Maurice Cloche (1958)
- Plotone di esecuzione (Quand sonnera midi), regia di Edmond T. Gréville (1958)
- La rivolta dei gladiatori, regia di Vittorio Cottafavi (1958)
- Nel segno di Roma, regia di Guido Brignone (1959)
- Vacanze d'inverno, regia di Camillo Mastrocinque e Giuliano Carnimeo (1959)
- Costa Azzurra, regia di Vittorio Sala (1959)
- Le legioni di Cleopatra, regia di Vittorio Cottafavi (1959)
- Prisonniers de la brousse, regia di Willy Rozier (1960)
- Apocalisse sul fiume giallo, regia di Renzo Merusi (1960)
- La battaglia di Austerlitz (Austerlitz), regia di Abel Gance (1960)
- Il colosso di Rodi, regia di Sergio Leone (1961)
- Il re di Roma - Aquila imperiale (Napoléon II, l'aiglon), regia di Claude Boissol (1961)
- Ulisse contro Ercole, regia di Mario Caiano (1962)
- Il colpo segreto di d'Artagnan, regia di Siro Marcellini (1962)
- Il naufrago del Pacifico, regia di Jeff Musso e Amasi Damiani (1962)
- L'étrange auto-stoppeuse, regia di Jean Darcy (1964)
- La guerra segreta (The Dirty Game), regia di Christian-Jaque, Werner Klingler, Carlo Lizzani e Terence Young (1965)
- I daci (Dacii), regia di Sergiu Nicolaescu (1966)
- Bella di giorno (Belle de jour), regia di Luis Buñuel (1967)
- La via lattea (La voie lactée), regia di Luis Buñuel (1969)
- I primi turbamenti (Faustine et le bel été), regia di Nina Companeez (1972)
- Les enfants du placard, regia di Benoît Jacquot (1977)
- L'honneur d'un capitaine, regia di Pierre Schoendoerffer (1982)

### Televisione
- Version grecque, regia di Jean-Paul Sassy (1965)
- Tout pour le mieux, regia di Jeannette Hubert (1969)
- Le lys dans la vallée, regia di Marcel Cravenne (1970)
- Des amis très chers, regia di Abder Isker (1971)
- Quentin Durward, regia di Gilles Grangier (1971)
- L'homme qui rit, regia di Jean Kerchbron (1971)
- Les six hommes en question, regia di Abder Isker (1972)
- Les rois maudits, regia di Claude Barma (1972)
- Le neveu d'Amérique, regia di Pierre Gaspard-Huit (1973)
- Roméo et Juliette, regia di Claude Barma (1973)
- Paul e Virginie, regia di Pierre Gaspard-Huit (1974)
- Les peupliers de la Prétentaine, regia di Jean Herman (1975)
- Il tesoro degli Ugonotti (Ces beaux messieurs de Bois-Doré), regia di Bernard Borderie (1976)
- Vaincre à Olympie, regia di Michel Subiela (1977)
- L'inspecteur mène l'enquête (1978)
- Claudine, regia di Édouard Molinaro (1978)
- Gaston Phoebus, il leone dei Pirenei (Gaston Phébus), regia di Bernard Borderie (1978)
- L'isola delle trenta bare (L'île aux trente cercueils), regia di Marcel Cravenne (1979)
- La chaine, regia di Claude Santelli (1979)
- Aéroport: Charter 2020, regia di Pierre Lary (1980)
- Les héritiers (1981)
- Sept hommes en enfer, regia di Youri (1981)
- Cinq-Mars, regia di Jean-Claude Brialy (1981)
- Messieurs les jurés (1981)
- Les enquêtes du commissaire Maigret (1981)
- Châteauvallon (1985)
- Série noire (1985)
- Le coeur cambriolé, regia di Michel Subiela (1986)
- Les grandes familles, regia di Édouard Molinaro (1989)

## Doppiatori italiani
- Emilio Cigoli in Teodora, La rivolta dei gladiatori, Nel segno di Roma, Le legioni di Cleopatra, Il colosso di Rodi
- Riccardo Mantoni in Fate largo ai moschettieri!
- Giuseppe Rinaldi in La contessa di Castiglione
- Stefano Sibaldi in La selva dei dannati
- Rolf Tasna in Vacanze d'inverno
- Enrico Maria Salerno in Costa Azzurra
- Sergio Fantoni in Il naufrago del Pacifico
- Adolfo Geri in La guerra segreta
- Giancarlo Maestri in Bella di giorno
- Diego Michelotti in La via lattea
- Michele Gammino in I primi turbamenti